# Élisabeth Roudinesco
Élisabeth Roudinesco (n. 10 septembrie 1944, Paris) este o psihanalistă franceză, cunoscută și ca istoric al psihanalizei și cadru universitar.
A studiat Literele la Sorbona, cu opțiunea filologie. A luat licența cu Tzvetan Todorov la Paris 8, iar doctoratul (Ph.D.) în filologie în 1975. S-a specializat apoi în „istoria ideilor”.
Începând cu anul 1991, ea susține un seminar despre istoria psihanalizei în cadrul École doctorale du département d'Histoire, Universitatea Paris VII-Denis Diderot (Departamentul de Geografie, Istorie, Știință și Societate, G.H.S.S.) și École Pratique des Hautes Etudes - EPHE. Cărțile sale sunt traduse în treizeci de limbi.

## Biografie
Este fiica lui Alexandre Roudinesco, medic de origine român, și a soției sale, Marie Jenny Emilie Weiss (1903-1987), medic psihanalist de origine evreiască, specializată în neuro psihiatrie infantică, recăstorită mai târziu cu Pierre Aubry.